# Joaquim Serra Montolí
Joaquim Serra Montolí (Barcelona, 1986) es un matemático catalán, especializado en  ecuaciones elípticas, en derivadas parciales y parabólicas.
Después de licenciarse en matemáticas por la Facultad de Matemáticas y Estadística de la Universidad Politécnica de Catalunya (UPC) en el Centro de Formación Interdisciplinaria Superior, se doctoró por la misma Universidad el 2014. Desde entonces, ha trabajado como investigador en la Escuela Federal Politècnica de Zúrich (ETH Zürich), uno de los departamentos de matemáticas líderes a Europa, tras obtener el prestigioso “Ambizione Fellowship” de la Swiss National Foundation (SNF).
En 2016 recibió el premio Josep Teixidor de Matemáticas de la Sociedad Catalana de Matemáticas, filial del Instituto de Estudios Catalanes, a la mejor tesis doctoral o mejor trabajo de investigación sobre matemáticas, por su trabajo EDP elípticas y parabólicas: regularidad para ecuaciones de difusión no locales y dos problemas isoperimétricos, un tema que le ha llevado, posteriormente, a desarrollar su investigación sobre las ecuaciones en derivadas parciales elípticas y parabólicas. También ha sido ganador del Premio José Luis Rubio de Francia en 2018 concedido por la Real Sociedad Matemática Española (RSME). Este premio cuenta con el patrocinio de la Universidad Autónoma de Madrid y la Universidad de Zaragoza, dotado con 3.000 euros, y que compuerta, además, un "Start-up grant", por el cual la Fundación BBVA apoya, con 35.000 euros, en la investigación del premiado en los siguientes tres años de investigación.
Durante sus investigaciones ha colaborado, entre otros, con el destacado matemático italiano Alessio Figalli, Medalla Fields 2018, una de las figuras de referencia mundial en el ámbito de las matemáticas, con trabajos relacionados con la estructura fina de las singularidades de frontera libre para resolver el problema del obstáculo estándar, unas investigaciones que se consideran la primera incursión que se ha hecho en este problema clásico desde hace mucho de tiempo.